# Падишах
Падиша́х (перс. پادشاه‎ [pādšāh] через пехл. pādixšāy от др.-перс. pāti-xšā-van- — «верховный государь, правитель, царь») — иранский монархический титул, также использовавшийся в некоторых государствах и странах Азии.
Предшественником титула «падишах» был персидский титул «шахиншах (шах-ан-шах)», шах-ин-шах, означавший «царь царей».
Титул «падишах» (варианты: «падшах» или «бадшах») носили монархи нескольких государств Евразии, в частности, Османской империи (1299—1922), Дурранийской империи (1747—1823) с центром в Афганистане, Империи Великих Моголов (1526—1858) и Афганистана (1926 — июль 1973). Кратковременно титул падишаха принимали на себя правители некоторых других государств. Последним официальным носителем титула был Захир-шах (1914—2007).
Европейцами титул падишаха считался аналогом императорского титула. В некоторых тюркских языках слово «падишах» (патьша, патша) и в осетинском (паддзах) означает «царь», «император» и употреблялось в основном по отношению к российским императорам.
Коренное население Туркестана называло генерала М. Г. Черняева «ярым-падишах» («полуправитель»).